# 職業撞球大賽
緯來職業撞球大賽，由緯來電視網贊助兼轉播之台灣職業撞球賽事，男女各三站例行賽，外加一站年度總冠軍賽，比賽地點位於桃園市南崁台茂購物中心，不時會邀請外國好手參與此項賽事。

## 年表
- 1997年第1屆男子職業撞球大賽首辦
- 2015年第19屆男子職業撞球大賽停辦
- 1997年第1屆女子職業撞球大賽首辦
- 2016年第20屆女子職業撞球大賽停辦[1]

## 賽制
每站12位選手分成4組單循環賽產生冠軍，每組冠軍再進行單敗淘汰賽產生每站冠、亞軍。每站冠、亞軍保送參加下一站之賽事，其餘10位中8位由年度職業積分前8位獲得，撞球協會與緯來擁有二名指定權。年度總冠軍賽共計8位選手分2組進行單循環賽，每組前兩名再進行單敗淘汰賽產生年度總冠軍，例行賽三站之冠、亞軍直接取得參賽資格，其餘皆由撞球協會與緯來擁有指定權。男子組賽事採搶11局，女子組賽事採搶9局(總冠軍站之冠軍賽搶11局)，勝方衝球制。

## 外部連結
- 斯诺克爱好者网
- 撞球運動雜誌 （页面存档备份，存于）